# USL First Division
A United Soccer League First Division, (em português:  Liga Unida de Futebol - Primeira Divisão; abreviação oficial: USL-1), foi uma liga de futebol profissional nos Estados Unidos, sendo considerado entre 2004 e 2010 a segunda divisão profissional na Pirâmide do Futebol dos Estados Unidos, em baixo do Major League Soccer (primeira divisão), e acima da USL Second Division. A liga foi extinta para a criação da United Soccer League.

## História
A liga começou com doze equipes: Atlanta Silverbacks, Charleston Battery, Minnesota Thunder, Montreal Impact, Portland Timbers, Puerto Rico Islanders, Richmond Kickers, Rochester Raging Rhinos, Seattle Sounders, Toronto Lynx, Vancouver Whitecaps e Virginia Beach Mariners. Em 2009 a liga foi adquirida por Rob Hoskins e Alec Papadakis. 
Em 2010 o surgimento da nova North American Soccer League a liga ficaria com apenas três times. Com isso a United States Soccer Federation (USSF) sancionou que nenhuma das duas ligas iria ser disputada em 2010 e ordenou que as duas entrassem em acordo. No dia 10 de janeiro de 2010, a USSF anunciou a extinção da USL-1 para a criação da USSF D2 Pro League.
Todos os 12 times disputaram a USSF D2 Pro League em 2010, com vitória do Puerto Rico Islanders. No dia 8 de setembro de 2010 foi anunciada a criação da USL Pro, que seria a junção da USL First Division com a USL Second Division, iniciando em 2011.

## Times
- Atlanta Silverbacks (2005–08)
- Austin Aztex (2008–09)
- California Victory (2007)
- Carolina RailHawks (2007–09)
- Charleston Battery (2005–09)
- Cleveland City Stars (2009)
- FC Tampa Bay (2010)
- Miami FC (2006–09)
- Minnesota Thunder (2005–09)
- Montreal Impact (2005–09)
- Portland Timbers (2005–10)
- Puerto Rico Islanders (2005–10)
- Richmond Kickers (2005)
- Rochester Rhinos (2005–10)
- Seattle Sounders (2005–08)
- Toronto Lynx (2005–06)
- Vancouver Whitecaps (2005–09)
- Virginia Beach Mariners (2005–06)